# Vidovdanská ústava

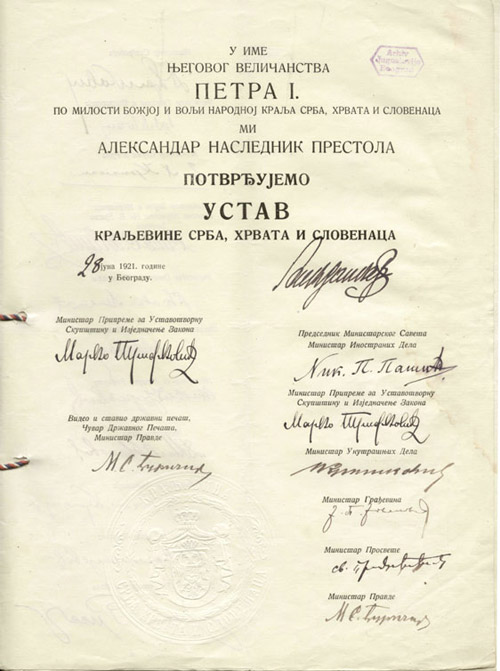
První strana vidovdanské ústavy

Vidovdanská ústava byla první jugoslávskou ústavou. V tehdejším království Srbů, Chorvatů a Slovinců byla přijata na tzv. Vidovdan, tedy pravoslavný svátek, který slavili hlavně Srbové. Ústava byla přijata 28. června 1921 a platila až do převratu 6. ledna 1929. Přijetím základního zákona státu skončilo dlouhotrvající (dva a půl roku) období, kdy společný stát jižních Slovanů žádnou ústavu neměl.
Jednalo se o první moderní zákon; ústavu vypracovali tehdejší odborníci s ohledem na další konstituce v jiných zemích, hlavně západní Evropy. Království SHS bylo definováno jako stát ústavní (protože má ústavu), parlamentní (neboť zasedá shromáždění) monarchie (v čele je král). Stát byl organizován na centralistickém principu.  Srbský, chorvatský a slovinský národ zde byly označeny jako jeden národ, či jako jeden národ se třemi jmény (trojjediný), což byla víceméně kompromisní formulace. Ostatní národy a národnosti zmíněny nebyly (např. o Makedoncích se začalo mluvit až po roce 1944 a bosenští Muslimové byli považováni z části za Srby, z části za Chorvaty, jen odlišné víry).